# 週末釣り倶楽部
『週末釣り倶楽部』（しゅうまつつりくらぶ）は、東北6県のテレビ朝日系列局でブロックネット放送されていた東日本放送（KHB）制作の釣り番組である。番組販売により、約2か月遅れでsky・A sports+でも放送されている。がまかつ協賛番組。
当初は、宮城県と北東北3県、およびsky・Aでの放送だったが、2007年4月から地上波の放送については東北6県ブロックネットとなった。
2010年5月15日から番組名を『新・週末釣り倶楽部』に改題した。

## 出演
- 伊勢みずほ
- 池田正義（週末釣り倶楽部監督）

過去のレポーター
- 伊藤愛美（リポーター）～2010年5月8日
- 鈴木順子
- 千葉 めぐみ

### ゲスト
- 田尾安志
- 本間秋彦

## 放送時間
| 放送局         | 放送日時           | 備考                                                             |
| -------------- | ------------------ | ---------------------------------------------------------------- |
| 東日本放送     | 土曜 6:00 - 6:15   | 制作局                                                           |
| 山形テレビ     | 土曜 6:00 - 6:15   | 同時ネット                                                       |
| 岩手朝日テレビ | 土曜 6:15 - 6:30   | 15分遅れ                                                         |
| 秋田朝日放送   | 土曜 6:15 - 6:30   | 15分遅れ                                                         |
| 福島放送       | 日曜 6:00 - 6:15   | 1日遅れ                                                          |
| 青森朝日放送   | 日曜 6:00 - 6:15   | 8日遅れ                                                          |
| sky・A sports+ | 日曜 21:15 - 21:30 | 約1か月遅れ 金曜に再放送されていた。放送時間は毎週異なっていた。 |

- 2011年3月11日の東日本大震災の影響で、同年3月5日（KHB基準）を持って打ち切り。

### 制作協力
- 東北朝日プロダクション